# Milan, Minnesota
Milan är en ort (city) i Chippewa County i delstaten Minnesota i USA. Orten hade 428 invånare, på en yta av 1,80 km² (2020).